# Іґнацев-Подлесьни
Іґнацев-Подлесьни (пол. Ignacew Podleśny) — село в Польщі, у гміні Паженчев Зґерського повіту Лодзинського воєводства.